# Telia Finland

Telia Finlands logotyp

Telia Finland (tidigare TeliaSonera Finland), är Finlands näst största telekommunikationsföretag. Det har sina rötter i det 1917 bildade statliga Telegrafverket. Numera heter företaget ”Telia Finland” och är ett dotterbolag till Telia Company. Telia är det varumärke som bolaget använder på den finländska marknaden.

## Historia
Det statliga Telegrafverket bildades 1917 och slogs 1927 ihop med posten till Post- och telegrafstyrelsen (från 1981 Post- och televerket) . Verket hade monopol på långdistanstjänster och internationella telefonitjänster fram till 1992, då staten började tillåta andra aktörer. 1994 blev Post- och televerket ett aktiebolag som bytte namn till  PT Finland. Det nya bolaget bestod av två enheter, Posten Finland och Telecom Finland.
1997 började staten privatisera Telecom Finland och ändrade företagets namn till Sonera. 1998 ägde staten 77,8 % och företaget noterades på Helsingforsbörsen. Statens ägande fortsatte att minska med åren. Företaget köpte upp många lokala telefonbolag.
I mars 2002 offentliggjordes planerna på ett samgående mellan svenska Telia och Sonera. Samgående genomfördes genom ett aktiebyte. För varje Soneraaktie erbjöds aktieägarna 1,51440 Teliaaktier. I december 2002 var samgående klart och den nya koncernen fick namnet TeliaSonera.

## Verksamhet
Företaget är ledande i Finland inom mobiltelefoni och internetaccesser. Inom fast telefoni är den en av de tre största, tillsammans med Elisa och DNA. Man har även verksamhet inom kabel-tv och datakommunikation. 2005 uppgick omsättningen till 16 308 miljoner SEK.
Telia Finland har mobiltelefoni, telefoni och bredbandstjänster och även kontor på Åland.